# Awen
Awen es una palabra galesa que significa inspiración, usualmente poética.
Históricamente es usada para describir la inspiración divina de los bardos en la tradición poética galesa. Alguien inspirado como poeta o profeta es referido como un awenydd.
En su uso actual en galés, awen es en algunas ocasiones usado para describir un poeta o músico, o incluso como un nombre de pila de mujer.